# Athripsodes kimminsi
Athripsodes kimminsi är en nattsländeart som först beskrevs av G. Marlier 1956.  Athripsodes kimminsi ingår i släktet Athripsodes och familjen långhornssländor. Inga underarter finns listade i Catalogue of Life.